# 22ª edizione dei Satellite Awards
I premi della 22ª edizione dei Satellite Awards sono stati consegnati l'11 febbraio 2018 a Los Angeles, California.
Le candidature sono state annunciate il 28 novembre 2017.

## Vincitori e candidati
I vincitori saranno indicati in grassetto, a seguire gli altri candidati.

### Cinema

#### Miglior film
- Tre manifesti a Ebbing, Missouri (Three Billboards Outside Ebbing, Missouri), regia di Martin McDonagh
- La terra di Dio - God's Own Country (God's Own Country), regia di Francis Lee
- The Big Sick - Il matrimonio si può evitare... l'amore no (The Big Sick), regia di Michael Showalter
- Chiamami col tuo nome (Call Me by Your Name), regia di Luca Guadagnino
- Dunkirk, regia di Christopher Nolan
- La forma dell'acqua - The Shape of Water (The Shape of Water), regia di Guillermo del Toro
- Tonya (I, Tonya), regia di Craig Gillespie
- Lady Bird, regia di Greta Gerwig
- Mudbound, regia di Dee Rees
- Scappa - Get Out (Get Out), regia di Jordan Peele

#### Miglior attore
- Gary Oldman - L'ora più buia (Darkest Hour)
- Harry Dean Stanton - Lucky
- James Franco - The Disaster Artist
- Daniel Day-Lewis - Il filo nascosto (Phantom Thread)
- Jake Gyllenhaal - Stronger - Io sono più forte (Stronger)
- Robert Pattinson - Good Time
- Jeremy Renner - I segreti di Wind River (Wind River)

#### Miglior attrice
- Sally Hawkins – La forma dell'acqua - The Shape of Water (The Shape of Water)
- Diane Kruger – Oltre la notte (Aus dem Nichts)
- Jessica Chastain – Molly's Game
- Judi Dench – Vittoria e Abdul (Victoria & Abdul)
- Frances McDormand – Tre manifesti a Ebbing, Missouri (Three Billboards Outside Ebbing, Missouri)
- Margot Robbie – Tonya (I, Tonya)
- Saoirse Ronan – Lady Bird
- Emma Stone – La battaglia dei sessi (Battle of the Sexes)

#### Miglior attore non protagonista
- Sam Rockwell – Tre manifesti a Ebbing, Missouri (Three Billboards Outside Ebbing, Missouri)
- Willem Dafoe – Un sogno chiamato Florida (The Florida Project)
- Armie Hammer – Chiamami col tuo nome (Call Me by Your Name)
- Dustin Hoffman – The Meyerowitz Stories
- Mark Rylance – Dunkirk
- Michael Shannon – La forma dell'acqua - The Shape of Water (The Shape of Water)

#### Miglior attrice non protagonista
- Lois Smith – Marjorie Prime
- Mary J. Blige – Mudbound
- Holly Hunter – The Big Sick - Il matrimonio si può evitare... l'amore no (The Big Sick)
- Allison Janney – Tonya (I, Tonya)
- Melissa Leo – La scelta (Novitiate)
- Laurie Metcalf – Lady Bird

#### Miglior regista
- Jordan Peele – Scappa - Get Out (Get Out)
- Sean Baker – Un sogno chiamato Florida (The Florida Project)
- Guillermo del Toro – La forma dell'acqua - The Shape of Water (The Shape of Water)
- Greta Gerwig – Lady Bird
- Christopher Nolan – Dunkirk
- Dee Rees – Mudbound

#### Miglior sceneggiatura originale
- Martin McDonagh - Tre manifesti a Ebbing, Missouri (Three Billboards Outside Ebbing, Missouri)
- Christopher Nolan - Dunkirk
- Sean Baker e Chris Bergoch - Un sogno chiamato Florida (The Florida Project)
- Jordan Peele - Scappa - Get Out (Get Out)
- Greta Gerwig - Lady Bird
- Guillermo del Toro e Vanessa Taylor - La forma dell'acqua - The Shape of Water (The Shape of Water)

#### Miglior sceneggiatura non originale
- Scott Neustadter e Michael H. Weber - The Disaster Artist
- James Ivory - Chiamami col tuo nome (Call Me by Your Name)
- Aaron Sorkin - Molly's Game
- Lee Hall - Vittoria e Abdul (Victoria & Abdul)
- Brian Selznick - La stanza delle meraviglie (Wonderstruck)
- Jason Fuchs e Allan Heinberg - Wonder Woman

#### Miglior film d'animazione o a tecnica mista
- Coco, regia di Lee Unkrich e Adrian Molina
- Baby Boss (The Boss Baby), regia di Tom McGrath
- I racconti di Parvana (The Breadwinner), regia di Nora Twomey
- Cars 3, regia di Brian Fee
- LEGO Batman - Il film (The Lego Batman Movie), regia di Chris McKay
- Loving Vincent, regia di Dorota Kobiela e Hugh Welchman
- Psiconautas, los niños olvidados, regia di Pedro Rivero e Alberto Vázquez

#### Miglior film straniero
- Oltre la notte (Aus dem Nichts), regia di Fatih Akın • Germania
- 120 battiti al minuto (120 battements par minute), regia di Robin Campillo • Francia
- Contro l'ordine divino (Die göttliche Ordnung), regia di Petra Biondina Volpe • Svizzera
- Foxtrot - La danza del destino (Foxtrot), regia di Samuel Maoz • Israele
- Loveless (Nelyubov), regia di Andrej Zvjagincev • Russia
- Per primo hanno ucciso mio padre (First They Killed My Father), regia di Angelina Jolie • Cambogia
- Seto Surya, regia di Deepak Rauniyar • Nepal
- The Square, regia di Ruben Östlund • Svezia

#### Miglior documentario
- Chasing Coral, regia di Jeff Orlowski
- City of Ghosts, regia di Matthew Heineman
- Cries from Syria, regia di Evgeny Afineevsky
- Ex Libris - The New York Public Library, regia di Frederick Wiseman
- Hell on Earth: The Fall of Syria and the Rise of ISIS, regia di Sebastian Junger e Nick Quested
- Human Flow, regia di Ai Weiwei
- Icarus, regia di Bryan Fogel
- Kedi - La città dei gatti (Kedi), regia di Ceyda Torun
- Legion of Brothers, regia di Greg Barker

#### Miglior fotografia
- Roger Deakins - Blade Runner 2049
- Bruno Delbonnel - L'ora più buia (Darkest Hour)
- Hoyte van Hoytema - Dunkirk
- Sam Levy - Lady Bird
- Dan Laustsen - La forma dell'acqua - The Shape of Water (The Shape of Water)
- Ben Davis - Tre manifesti a Ebbing, Missouri (Three Billboards Outside Ebbing, Missouri)

#### Miglior colonna sonora originale
- Rupert Gregson-Williams - Wonder Woman
- Dario Marianelli - L'ora più buia (Darkest Hour)
- Hans Zimmer - Dunkirk
- Alexandre Desplat - La forma dell'acqua - The Shape of Water (The Shape of Water)
- Michael Giacchino - The War - Il pianeta delle scimmie (War for the Planet of the Apes)
- Carter Burwell - La stanza delle meraviglie (Wonderstruck)

#### Miglior canzone originale
- Stand Up for Something – Marcia per la libertà (Marshall)
- I Don't Wanna Live Forever – Cinquanta sfumature di nero (Fifty Shades Darker)
- It Ain't Fair – Detroit
- Prayers for This World – Cries from Syria
- The Promise – The Promise
- Truth to Power – Una scomoda verità 2 (An Inconvenient Sequel: Truth to Power)

#### Migliori effetti visivi
- Blade Runner 2049
- Alien: Covenant
- Dunkirk
- La forma dell'acqua - The Shape of Water (The Shape of Water)
- The War - Il pianeta delle scimmie (War for the Planet of the Apes)
- Wonder Woman

#### Miglior montaggio
- William Hoy e Stan Salfas - The War - Il pianeta delle scimmie (War for the Planet of the Apes)
- Jonathan Amos - Baby Driver - Il genio della fuga (Baby Driver)
- Valerio Bonelli - L'ora più buia (Darkest Hour)
- Lee Smith - Dunkirk
- Sidney Wolinsky - La forma dell'acqua - The Shape of Water (The Shape of Water)
- Jon Gregory - Tre manifesti a Ebbing, Missouri (Three Billboards Outside Ebbing, Missouri)

#### Miglior scenografia
- La forma dell'acqua - The Shape of Water (The Shape of Water)
- Blade Runner 2049
- Dunkirk
- Downsizing - Vivere alla grande (Downsizing)
- Il filo nascosto (Phantom Thread)
- Scappa - Get Out (Get Out)

#### Migliori costumi
- Mark Bridges -  Il filo nascosto (Phantom Thread)
- Jacqueline Durran - La bella e la bestia (Beauty and the Beast)
- Stacey Battat - L'inganno (The Beguiled)
- Jeffrey Kurland - Dunkirk
- Alexandra Byrne - Assassinio sull'Orient Express (Murder on the Orient Express)
- Consolata Boyle - Vittoria e Abdul (Victoria & Abdul)

#### Miglior suono
- Dunkirk
- Blade Runner 2049
- Coco
- Logan: The Wolverine (Logan)
- L'ora più buia (Darkest Hour)
- The War - Il pianeta delle scimmie (War for the Planet of the Apes)

#### Miglior cast cinematografico
- Mudbound (Jonathan Banks, Mary J. Blige, Jason Clarke, Garrett Hedlund, Jason Mitchell, Rob Morgan e Carey Mulligan)

### Televisione

#### Miglior serie drammatica
- Vikings
- The Affair - Una relazione pericolosa (The Affair)
- The Handmaid's Tale
- Mindhunter
- Taboo
- Tredici (13 Reasons Why)

#### Miglior serie commedia o musicale
- GLOW
- Atypical
- Baskets
- Claws
- Orange Is the New Black
- This Is Us
- Veep - Vicepresidente incompetente (Veep)

#### Miglior serie tv di genere
- Il Trono di Spade (Game of Thrones)
- American Gods
- The Leftovers - Svaniti nel nulla (The Leftovers)
- Legion
- Outlander
- Stranger Things

#### Miglior miniserie
- Big Little Lies - Piccole grandi bugie (Big Little Lies)
- Feud
- Guerrilla
- Rillington Place
- When We Rise
- The Young Pope

#### Miglior film TV
- The Wizard of Lies, regia di Barry Levinson
- King Charles III, regia di Rupert Goold
- La vita immortale di Henrietta Lacks (The Immortal Life of Henrietta Lacks), regia di George C. Wolfe
- To Walk Invisible, regia di Sally Wainwright
- War Machine, regia di David Michôd

#### Miglior attore in una serie drammatica
- Jonathan Groff – Mindhunter
- Brendan Gleeson – Mr. Mercedes
- Tom Hardy – Taboo
- Sam Heughan – Outlander
- Ewan McGregor – Fargo
- Harry Treadaway – Mr. Mercedes

#### Miglior attore in una serie commedia o musicale
- William H. Macy – Shameless
- Aziz Ansari – Master of None
- Zach Galifianakis – Baskets
- Neil Patrick Harris – Una serie di sfortunati eventi (A Series of Unfortunate Events)
- John Lithgow – Trial & Error
- Thomas Middleditch – Silicon Valley

#### Miglior attore in una miniserie o film per la televisione
- Robert De Niro – The Wizard of Lies
- Benedict Cumberbatch – Sherlock
- Jude Law – The Young Pope
- Ewan McGregor – Fargo
- Tim Pigott-Smith – King Charles III

#### Miglior attrice in una serie drammatica
- Elisabeth Moss – The Handmaid’s Tale
- Caitriona Balfe – Outlander
- Carrie Coon – The Leftovers - Svaniti nel nulla (The Leftovers)
- Maggie Gyllenhaal – The Deuce - La via del porno (The Deuce)
- Katherine Langford – Tredici (13 Reasons Why)
- Ruth Wilson – The Affair - Una relazione pericolosa (The Affair)

#### Miglior attrice in una serie commedia o musicale
- Niecy Nash – Claws
- Alison Brie – GLOW
- Kathryn Hahn – I Love Dick
- Ellie Kemper – Unbreakable Kimmy Schmidt
- Julia Louis-Dreyfus – Veep - Vicepresidente incompetente (Veep)
- Issa Rae – Insecure

#### Miglior attrice in una miniserie o film per la televisione
- Nicole Kidman – Big Little Lies - Piccole grandi bugie (Big Little Lies)
- Joanne Froggatt – Dark Angel
- Jessica Lange – Feud
- Elisabeth Moss – Top of the Lake - Il mistero del lago (Top of the Lake)
- Michelle Pfeiffer – The Wizard of Lies
- Susan Sarandon – Feud

#### Miglior attore non protagonista in una serie, miniserie o film per la televisione
- Michael McKean – Better Call Saul
- Louie Anderson – Baskets
- Christopher Eccleston – The Leftovers - Svaniti nel nulla (The Leftovers)
- Alexander Skarsgård – Big Little Lies - Piccole grandi bugie (Big Little Lies)
- Lakeith Stanfield – War Machine
- Stanley Tucci – Feud

#### Miglior attrice non protagonista in una serie, miniserie o film per la televisione
- Ann Dowd – The Handmaid's Tale
- Danielle Brooks – Orange Is the New Black
- Judy Davis – Feud
- Laura Dern – Big Little Lies - Piccole grandi bugie (Big Little Lies)
- Regina King – American Crime
- Shailene Woodley – Big Little Lies - Piccole grandi bugie (Big Little Lies)

#### Miglior cast televisivo
- Poldark – Aidan Turner, Eleanor Tomlinson, Heida Reed, Ruby Bentall, Jack Farthing, Luke Norris, Beatie Edney, Caroline Blakiston, Gabriella Wilde, John Nettles, Christian Brassington, Ellise Chappell, Sean Gilder, Harry Richardson, Josh Whitehouse e Tom York

## Riconoscimenti speciali

### Mary Pickford Award
- Dabney Coleman[3]

### Auteur Award
- Greta Gerwig[4]

### Nikola Tesla Award
- Robert Legato[5]

### Miglior opera prima
- John Carroll Lynch - Lucky

### Humanitarian Award
- Stephen Chbosky[6]